# Juraj Slávik

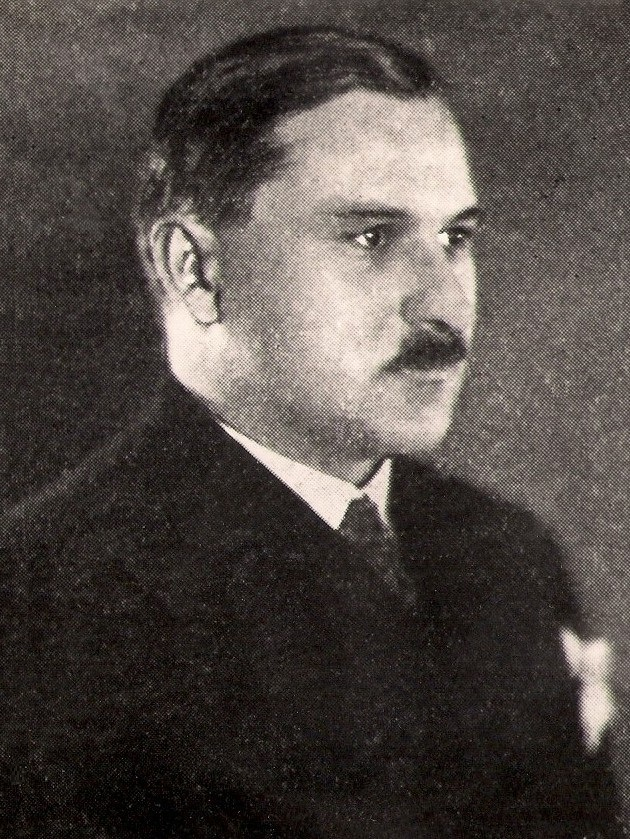
Juraj Slávik

Juraj Slávik (* 28. Januar 1890 in Dobrá Niva, Österreich-Ungarn; † 30. Mai 1969 in Washington, D.C.) (Pseudonym Neresnicky) war ein tschechoslowakischer Jurist, Diplomat und Politiker.

## Leben und Tätigkeit
Slávik war ein Sohn des Jan Slávik (1855–1934). Nach dem Schulbesuch studierte er Rechtswissenschaften in Budapest.
Nach der Gründung der Tschechoslowakei wurde Slávik Mitglied der Arararpartei in der slowakischen Hälfte des Landes. 1920 gehörte er der Nationalversammlung als Abgeordneter für die Slowakische National- und Bauernpartei an. Der Einzug ins erste reguläre Parlament des neuen Staates gelang ihm indessen nicht, da er bei er Wahl für die Volksvertretung zwar kandidierte, aber nicht genug Stimmen erhielt, um ein Mandat zu gewinnen. Von 1922 bis 1928 amtierte Slavik stattdessen als Bezirksrichter.
1926 wurde Slávik erstmals in eine Regierung berufen: In der zweiten Regierung von Jan Černý amtierte er mehrere Monate lang als Landwirtschaftsminister und als Minister für nationale Einheit. Von 1929 bis 1932 gehörte er dann der zweiten Regierung von František Udržal an. In dieser bekleidete er das Amt des Innenministers. In diesem Amt tat er sich besonders dadurch hervor, dass er die Polizei scharf gegen die kommunistische Bewegung in der Tschechoslowakei vorgehen ließ.
1936 amtierte Slávik kurzzeitig als Vorsitzender des Tourismusverbandes der Tschechoslowakei. Er gab diesen Posten auf, als er zum tschechoslowakischen Botschafter in Polen ernannt wurde. Diesen Posten bekleidete er drei Jahre lang bis 1939.
Nach der sich in zwei Schritten, 1938 und 1939, vollziehenden Zerschlagung der Tschechoslowakei ging Slávik ins Exil: Öffentliches Aufsehen erregte er, als er zusammen mit zwei weiteren tschechoslowakischen Botschaftern slowakischer Herkunft 1939 öffentlich erklärte, die Rechtmäßigkeit der deutschen Besetzung des 1939 verbliebenen tschechischen Rumpfstaates („Böhmen und Mähren“) nicht anzuerkennen. Er ging zunächst nach Paris, wo er sich dem dortigen Nationalkomitee tschechoslowakischer Emigranten anschloss. Nach dem deutschen Einmarsch in Frankreich im Jahr 1940 floh er noch Großbritannien. Dort gehörte er den Exilregierungen für Tschechien und die Slowakei in London an.
In Deutschland wurde Slávik als Staatsfeind eingestuft: Im Frühjahr 1940 setzte das Reichssicherheitshauptamt ihn auf die Sonderfahndungsliste G.B. ein Verzeichnis von Personen, die im Falle einer erfolgreichen Invasion Großbritanniens von den Invasionstruppen folgenden Sonderkommandos der SS mit besonderer Priorität ausfindig gemacht und verhaftet werden sollte.
Nach dem Ende des Krieges wurde Slávik zum tschechoslowakischen Botschafter in den Vereinigten Staaten ernannt. Diesen Posten hatte er drei Jahre lang, von 1945 bis 1948, inne. Nach der Übernahme der Regierung in Prag durch die Kommunisten im Zuge des Februarumsturzes von 1948 gab er sein Botschafteramt auf. Er verblieb anschließend bis zu seinem Lebensende als Exilant in Nordamerika. Während dieser Jahre veröffentlichte er u. a. seine Lebenserinnerungen.

## Ehe und Familie
Aus Sláviks erster Ehe gingen drei Kinder hervor: der Anwalt und Politiker Dušan Slávik (1922–1992), der während der kommunistischen Herrschaft in der Tschechoslowakei zeitweise inhaftiert wurde, sowie Tatjana Sláviková-Urbanová (1919–2006) und Juraj Ludevit Jan Slavik (1929–2022).

## Schriften
- Zapredané Slovensko., Chicago 1939.
- Pred ohnivým drakom, London 1941.
- Československo. Zemský ráj – nacistické peklo, London 1943.
- Moja pamäť-živá kniha, New York 1955.